# Otite media cronica purulenta
L'otite media cronica purulenta è una patologia infiammatoria caratterizzata dalla contemporanea presenza di alterazioni infiammatorie croniche (presenta di linfociti T, macrofagi e tessuto sclero-cicatriziale) della mucosa dell'orecchio medio e di una perforazione timpanica semplice che non regredisce verso una chiusura spontanea.

## Classificazione
Per definizione, tale forma di otite media si distingue dall'otite media acuta purulenta per la presenza di infiammazione cronica e perforazione timpanica persistente. Può essere divisa in una forma tubo-dipendente, tipica dei bambini e con perforazione timpanica nel quadrante antero-inferiore con intensa otorrea siero-mucosa, e in una forma non-tubo dipendente, con ampia perforazione che coinvolge anche i quadranti posteriori e abbondante otorrea muco-purulenta.

## Epidemiologia
Rispetto alla forma acuta, la forma cronica è più rara. Si manifesta soprattutto in anziani, soggetti defedati od immunodepressi. Nei bambini questa forma è dovuta allo scorretto approccio terapeutico della forma acuta o alla presenza di condizioni di rischio come malformazioni del canale uditivo o del rino-faringe.

## Eziologia e patogenesi
Questa forma di otite segue solitamente ad un'otite media acuta purulenta in cui non è avvenuta la chiusura della perforazione timpanica. In alcuni casi può essere generata da una perforazione di natura traumatica. La persistenza della flora endotimpanica (insufficiente eradicazione antibiotica o resistenza), il deficit di difese immunitarie locali e generali, difetti di ventilazione tubarica e l'estesa necrosi ossea o timpanica costituiscono fattori e condizioni di rischio per la genesi e lo sviluppo di otite cronica. I batteri responsabili dell'infezione risultano essere (in ordine di frequenza):
- Staphylococcus aureus
- Genere Proteus
- Pseudomonas aeruginosa
- Escherichia coli
- Streptococcus pneumoniae

Differentemente dalla forma acuta, Staphylococcus aureus risulta essere il principale responsabile, con notevoli implicazioni nella conduzione di un adeguato schema antibiotico. I batteri del genere Proteus e Pseudomonas aeruginosa possiedono resistenza alla maggior parte delle penicilline e a molte cefalosporine di prima e seconda generazione.

## Anatomia patologica
Il processo infiammatorio cronico esita verso la presenza di un caratteristico infiltrato di cellule flogistiche a carico della mucosa che tappezza l'orecchio medio. Talvolta, l'intensa infiltrazione e proliferazione si traduce in una iperplasia polipoide dell'orecchio medio che rappresenta un quadro tipico della forma non-tubo dipendente. Nelle fasi avanzate e caratterizzate da fenomeni flogistici particolarmente intensi si può assistere al riassorbimento o alla sclerosi delle strutture ossee circostanti o di parti della catena ossiculare. In questi casi, l'erosione è più evidente a livello del capitello e della crura della staffa o del processo lungo dell'incudine.

## Profilo clinico
L'otite media cronica purulenta non è dominata dalla intensa sintomatologia olgica tipica della forma acuta; piuttosto, presenta otorrea purulenta e ipoacusia media. Nei casi più gravi, il coinvolgimento e l'erosione delle strutture ossee può esitare verso la formazione di raccolto ascessuali e verso la batteriemia. Nell'adulto possono verificarsi stati febbrili uniti alla sensazione di ovattamento, acufene e in qualche caso anche vertigini. Nei neonati è possibile riconoscere i sintomi dall'irritabilità, dal pianto e dal movimento delle mani vicino all'orecchio.

## Profilo diagnostico
Le procedure otoscopiche consentono di evidenziare l'otorrea e l'estensione della perforazione timpanica. Inoltre è possibile evidenziare le formazioni flogistiche polipoidi che caratterizzano la forma non-tubo dipendente. L'esame otmicroscopico possiede una maggiore sensibilità e specificità in quanto consente l'aspirazione delle secrezioni e una migliore valutazione sullo stato dei tessuti. L'esame audiometrico può evidenziare un deficit uditivo di vario grado che solitamente risulta essere di tipo trasmissivo o misto (ma comunque pantonale) in rapporto con le condizioni della catena ossiculare. La TC consente di visualizzare l'estensione del processo flogistico e l'eventuale erosione delle strutture ossee e si utilizza quando non si verifica una risposta alle terapie o in evidenza di tessuti di non chiara interpretazione.

## Terapia
In questo caso è fondamentale allestire uno schema antibiotico fondato sul referto di un antibiogramma, onde evitare recidive e l'insorgenza di resistenza. Si possono utilizzare penicilline antistafilocco, antipseudomonas o monobattami; cefalosporine di terza generazione (per Pseudomonas, Proteus ed Escherichia), glicopeptidi (per Staphylococcus) e chinolonici (ampio spettro e somministrabili per via orale) possono essere usati in caso di resistenza. Alla terapia antibiotica si possono associare analgesici e antinfiammatori non steroidei. Queste terapie consentono la risoluzione temporanea del processi flogistici; la guarigione della perforazione timpanica può invece essere ottenuta mediante procedure di miringoplastica e timpanoplastica.

## Complicanze
La complicanza più temibile è l'evoluzione verso un'otite media cronica colesteatomatosa.